# Les Aventures du professeur La Palme
Les Aventures du professeur La Palme est une série de bande dessinée de Dick Briel composée de deux albums. Elle raconte les aventures du professeur La Palme et de son assistant Thomas Dibbet.

## Synopsis
Le professeur La Palme, un scientifique dont la spécialité n'est pas connue, combat dans trois aventures le mal. Les aventures se déroulent au cours de voyages des deux compères. Dans chacune des aventures, il se heurte à une série de méchants.

## Les personnages

### Les personnages principaux
- Le professeur La Palme : scientifique à la spécialité indéfinie. Il est néerlandais et habite à Amsterdam (bien qu'aucune de ces aventures ne se déroule dans ce pays). Dans la série originale en néerlandais, il s'appelle « Julius Palmboom ». Son âge n'est pas réellement connu, mais il a l'apparence d'un homme d'âge mur (calvitie avancée, barbe et cheveux grisonnants) ; cependant, il a une grande forme physique. Dans la première aventure, alors qu'il s'introduit par effraction dans une propriété avec l'aide d'un policier, ce dernier est impressionné par sa forme (« Il faut le faire à son âge!.. »).
- Thomas Dibbet : assistant du professeur. Ce dernier l'appel souvent Dibbet. Il a une grande complicité avec lui. Il sait piloter les avions. À la différence du professeur, il n'a pas une forme d'athlète. À l'issue d'une course poursuite dans les bas quartier de Londres, il est très essoufflé, le professeur s'exclame alors : « souffle un bon coup, Thomas... C'était juste. », Thomas Dibbet n'arrive qu'à répondre « SJHHH...PFF...HGG...PFFF.... » et pour se remettre allume une cigarette.

### Les méchants
Les méchants sont des archétypes. Ils incarnent le mythe du savant fou ou le mal incarné (les nazis) ou le génie qui cherche à faire le bonheur de l'humanité contre son gré.
- Phillpotts : scientifique
- Phillpotts (frère jumeau du premier nommé, on ne connaît pas leurs prénoms respectifs) : scientifique cherchant à combattre les armées de s »super puissances » pour imposer la paix.
- Marquis Goodbury : membre de la bonne société londonienne, il veut transformer les hommes pour en faire de génies
- Max Rupp: savant nazi.

### Autre personnage
Eartha Giletto : chanteuse de nationalité américaine. Elle joue un rôle important dans les deux histoires du deuxième tome. Il y a une attirance réciproque entre elle et le héros.

## Les albums
- Le Mystère de la plante tako : Publié en 1981 aux Pays-Bas et en 1982 pour la version française (Glénat,  (ISBN 2-7234-0253-3)). L'histoire se déroule à Londres[1].
- La Grenade oxy : Publié en 1982 aux Pays-Bas et en 1983 pour la version française (Glénat,  (ISBN 2-7234-0253-3)). L'album comporte deux histoires :
- La Grenade oxy, qui se déroule essentiellement dans un paquebot sur l'océan Atlantique entre Southampton et New York, autour d'une terrible arme secrète.
- L'Armée de Phillpotts, qui se déroule sur une île de l'océan Pacifique abandonné par les touristes et où les moustiques ont une agressivité exceptionnelle.